# Hans Tanzler
Hans Gearhart Tanzler, Jr., född 11 mars 1927 i Jacksonville, Florida, död 25 juli 2013 i Jacksonville, Florida, var en amerikansk demokratisk politiker. Han var Jacksonvilles borgmästare 1967–1979. Då Tanzler blev borgmästare omfattade hans styre enbart staden Jacksonville men redan år 1968 slogs stadens förvaltning ihop med förvaltningen för Duval County till det som kallas consolidated city-county.
Tanzler studerade vid University of Florida där han var en av de bästa spelarna i basketlaget Florida Gators. Kandidatexamen avlade han 1949 och juristexamen 1951. Innan han blev borgmästare var Tanzler först advokat och sedan domare i brottmålsdomstol.
Tanzler efterträdde 1967 Lou Ritter som borgmästare och efterträddes 1979 av Jake Godbold. Sammanlagningen av stadens förvaltning med countyts innebar att Tanzler den 1 oktober 1968 blev borgmästare för en halv miljon invånare. Ett år tidigare hade han valts till borgmästare i en stad med omkring 100 000 invånare.